# Convexella jungerseni
Convexella jungerseni is een zachte koraalsoort uit de familie Primnoidae. De koraalsoort komt uit het geslacht Convexella. Convexella jungerseni werd in 1944 voor het eerst wetenschappelijk beschreven door Madsen. 